# Joe Sacco (hockey sur glace)
Pour l'auteur de bandes dessinées, voir Joe Sacco.
Joseph William Sacco, dit Joe Sacco, (né le 4 février 1969 à Medford, Massachusetts, aux États-Unis) est un joueur professionnel américain de hockey sur glace devenu entraîneur.

## Biographie
Joseph Sacco naît le 4 février 1969 à Medford aux États-Unis. Il est le frère aîné de David Sacco, également joueur professionnel.

### Carrière de joueur
Après avoir rejoint les Terriers de l'Université de Boston, il devient le 4e choix des Maple Leafs de Toronto lors du repêchage de 1987. Il faut attendre la saison 1990-1991 avant de le voir rejoindre l'organisation torontoise, il y joue 20 parties.
L'année suivante, il commence la saison avec l'équipe nationale américaine. Ce choix lui permet de représenter son pays lors des Jeux olympiques d'hiver. Au terme du tournoi olympique, il rejoint à nouveau les Leafs pour y terminer la saison. Il y joue une autre saison avant de rejoindre les Mighty Ducks d'Anaheim lors du repêchage d'expansion de 1993. À sa première saison avec les Ducks, il enregistre sa meilleure performance offensive en carrière avec une production de 37 points (19 buts et 18 mentions d'assistances).
Après quelques saisons à Anaheim, il devient membre des Islanders de New York où il passe deux saisons avant de signer un contrat en tant qu'agent-libre avec les Capitals de Washington. En 2002-2003, n'ayant aucun contrat de la LNH, il signe avec les Phantoms de Philadelphie de la Ligue américaine de hockey. En janvier 2003, ayant besoin de renfort, les Flyers de Philadelphie le récupèrent pour la fin de saison. Au terme des séries éliminatoires, il prend sa retraite en tant que hockeyeur.
Au cours de sa carrière, il a représenté les États-Unis à 8 reprises dans des compétitions internationales.

### Carrière d'entraîneur
Peu de temps après sa carrière de joueur, il entreprend une carrière d'entraîneur. Il obtient un contrat avec l'Avalanche du Colorado pour devenir assistant-entraîneur pour le club-école de ces derniers dans la Ligue américaine de hockey. C'est ainsi qu'il rejoint les Lock Monsters de Lowell en 2005-2006. Il occupe les mêmes fonctions l'année suivante avec les River Rats d'Albany, aussi affiliés au club du Colorado. En 2007-2008, il obtint finalement le poste d'entraîneur-chef avec les Monsters du lac Érié, à sa troisième saison dans l'organisation de l'Avalanche. Il est assisté de Sylvain Lefebvre. Il ne parvient pas à mener son club en séries éliminatoires, terminant au 6e échelon de la division nord de LAH. En 2009, il est nommé à la tête de l'Avalanche du Colorado dans la LNH. Après une première saison au cours de laquelle l'Avalanche se qualifie pour les séries éliminatoires, mais s'incline en six matchs contre les Sharks de San José, l'équipe ne rencontre pas le succès au cours des saisons suivantes et Sacco perd son emploi après la saison 2012-2013. Il est ensuite recruté par les Sabres de Buffalo pour seconder leur entraîneur-chef Ron Rolston.
Le 19 novembre 2024, il est nommé entraîneur-chef par intérim après le renvoi de Jim Montgomery.

## Statistiques

### Statistiques de joueur

#### En club
| Saison     | Équipe                      | Ligue      |     | Saison régulière | Saison régulière | Saison régulière | Saison régulière | Saison régulière |   | Séries éliminatoires | Séries éliminatoires | Séries éliminatoires | Séries éliminatoires | Séries éliminatoires |
| Saison     | Équipe                      | Ligue      | PJ  | B                | A                | Pts              | Pun              | PJ               | B | A                    | Pts                  | Pun                  |                      |                      |
| 1985-1986  | Mustangs de Medford High    | HS         | 20  | 30               | 30               | 60               | -                | -                | - | -                    | -                    | -                    |                      |                      |
| 1986-1987  | Mustangs de Medford High    | HS         | 21  | 22               | 32               | 54               | -                | -                | - | -                    | -                    | -                    |                      |                      |
| 1987-1988  | Terriers de Boston          | NCAA       | 34  | 14               | 22               | 36               | 38               | -                | - | -                    | -                    | -                    |                      |                      |
| 1988-1989  | Terriers de Boston          | NCAA       | 33  | 21               | 19               | 40               | 66               | -                | - | -                    | -                    | -                    |                      |                      |
| 1989-1990  | Terriers de Boston          | NCAA       | 44  | 28               | 24               | 52               | 70               | -                | - | -                    | -                    | -                    |                      |                      |
| 1990-1991  | Saints de Newmarket         | LAH        | 49  | 18               | 17               | 35               | 24               | -                | - | -                    | -                    | -                    |                      |                      |
| 1990-1991  | Maple Leafs de Toronto      | LNH        | 20  | 0                | 5                | 5                | 2                | -                | - | -                    | -                    | -                    |                      |                      |
| 1991-1992  | équipe nationale américaine | Intl.      | 50  | 11               | 26               | 37               | 61               | -                | - | -                    | -                    | -                    |                      |                      |
| 1991-1992  | Maple Leafs de Saint-Jean   | LAH        | -   | -                | -                | -                | -                | 1                | 1 | 1                    | 2                    | 0                    |                      |                      |
| 1991-1992  | Maple Leafs de Toronto      | LNH        | 17  | 7                | 4                | 11               | 4                | -                | - | -                    | -                    | -                    |                      |                      |
| 1992-1993  | Maple Leafs de Saint-Jean   | LAH        | 37  | 14               | 16               | 30               | 45               | 7                | 6 | 4                    | 10                   | 2                    |                      |                      |
| 1992-1993  | Maple Leafs de Toronto      | LNH        | 23  | 4                | 4                | 8                | 8                | -                | - | -                    | -                    | -                    |                      |                      |
| 1993-1994  | Mighty Ducks d'Anaheim      | LNH        | 84  | 19               | 18               | 37               | 61               | -                | - | -                    | -                    | -                    |                      |                      |
| 1994-1995  | Mighty Ducks d'Anaheim      | LNH        | 41  | 10               | 8                | 18               | 23               | -                | - | -                    | -                    | -                    |                      |                      |
| 1995-1996  | Mighty Ducks d'Anaheim      | LNH        | 76  | 13               | 14               | 27               | 40               | -                | - | -                    | -                    | -                    |                      |                      |
| 1996-1997  | Mighty Ducks d'Anaheim      | LNH        | 77  | 12               | 17               | 29               | 35               | 11               | 2 | 0                    | 2                    | 2                    |                      |                      |
| 1997-1998  | Mighty Ducks d'Anaheim      | LNH        | 55  | 8                | 11               | 19               | 24               | -                | - | -                    | -                    | -                    |                      |                      |
| 1997-1998  | Islanders de New York       | LNH        | 25  | 3                | 3                | 6                | 10               | -                | - | -                    | -                    | -                    |                      |                      |
| 1998-1999  | Islanders de New York       | LNH        | 73  | 3                | 0                | 3                | 45               | -                | - | -                    | -                    | -                    |                      |                      |
| 1999-2000  | Capitals de Washington      | LNH        | 79  | 7                | 16               | 23               | 50               | 5                | 0 | 0                    | 0                    | 4                    |                      |                      |
| 2000-2001  | Capitals de Washington      | LNH        | 69  | 7                | 7                | 14               | 48               | 6                | 0 | 0                    | 0                    | 2                    |                      |                      |
| 2001-2002  | Capitals de Washington      | LNH        | 65  | 0                | 7                | 7                | 51               | -                | - | -                    | -                    | -                    |                      |                      |
| 2002-2003  | Phantoms de Philadelphie    | LAH        | 6   | 4                | 3                | 7                | 4                | -                | - | -                    | -                    | -                    |                      |                      |
| 2002-2003  | Flyers de Philadelphie      | LNH        | 34  | 1                | 5                | 6                | 20               | 4                | 0 | 0                    | 0                    | 0                    |                      |                      |
| Totaux LNH | Totaux LNH                  | Totaux LNH | 738 | 94               | 119              | 213              | 421              | 26               | 2 | 0                    | 2                    | 8                    |                      |                      |

#### En équipe nationale
| Année | Équipe     | Évènement                   |    | PJ | B | A | Pts | Pun                |  | Résultat |
| 1989  | États-Unis | championnat du monde junior | 7  | 3  | 1 | 4 | 2   | 5e                 |  |          |
| 1990  | États-Unis | championnat du monde        | 10 | 1  | 1 | 2 | 2   | 5e                 |  |          |
| 1991  | États-Unis | championnat du monde        | 10 | 1  | 0 | 1 | 6   | 4e                 |  |          |
| 1992  | États-Unis | Jeux olympiques d'hiver     | 8  | 0  | 2 | 2 | 0   | 4e                 |  |          |
| 1992  | États-Unis | championnat du monde        | 6  | 1  | 0 | 1 | 4   | 8e                 |  |          |
| 1994  | États-Unis | championnat du monde        | 8  | 0  | 1 | 1 | 14  | 4e                 |  |          |
| 1996  | États-Unis | championnat du monde        | 8  | 2  | 4 | 6 | 2   | Médaille de bronze |  |          |
| 2002  | États-Unis | championnat du monde        | 7  | 2  | 1 | 3 | 2   | 7e                 |  |          |

### Statistiques d'entraîneur
| Saison    | Équipe                | Ligue |    | PJ | V  | D  | Pr   | % V                  |  | Séries éliminatoires |
| 2007-2008 | Monsters du lac Érié  | LAH   | 80 | 26 | 41 | 13 | 40,6 | Non qualifiés        |  |                      |
| 2008-2009 | Monsters du lac Érié  | LAH   | 80 | 34 | 38 | 8  | 47,5 | Non qualifiés        |  |                      |
| 2009-2010 | Avalanche du Colorado | LNH   | 82 | 43 | 30 | 9  | 57,9 | Défaite en 1re ronde |  |                      |
| 2010-2011 | Avalanche du Colorado | LNH   | 82 | 30 | 44 | 8  | 41,5 | Non qualifiés        |  |                      |
| 2011-2012 | Avalanche du Colorado | LNH   | 82 | 41 | 35 | 6  | 53,7 | Non qualifiés        |  |                      |
| 2012-2013 | Avalanche du Colorado | LNH   | 48 | 16 | 25 | 7  | 40,6 | Non qualifiés        |  |                      |

## Transactions
- 24 juin 1993 : réclamé par les Mighty Ducks d'Anaheim des Maple Leafs de Toronto lors du repêchage d'expansion.
- 6 février 1998 : échangé aux Islanders de New York par les Mighty Ducks d'Anaheim avec Jean-Jacques Daigneault et Mark Janssens en retour de Travis Green, Doug Houda et de Tony Tuzzolino.
- 9 août 1999 : signa un contrat comme agent-libre avec les Capitals de Washington.
- 15 janvier 2003 : signa un contrat comme agent-libre avec les Flyers de Philadelphie.